# Писидика
Вижте пояснителната страница за други значения на Писидика.
Писидика (на старогръцки: Πεισιδίκη, Peisidike) в древногръцката митология е дъщеря на тесалийския цар Еол (прародител на еолийците) и на Енарета, дъщеря на Деймах, или на Еол (богът на ветровете).
Сестра е на Кретей, Сизиф, Атамант, Салмоней, Деион, Магнет, Периер, Макарей, Канака, Алкиона, Калика, Перимеда, Танагра и Арна.
От нейния съпруг Мирмидон Писидика е майка на Антиф и Актор.